# Frigyes Lipót porosz herceg
Frigyes Lipót porosz herceg (németül: Prinz Friedrich Leopold von Preußen, teljes nevén Joachim Karl Wilhelm Friedrich Leopold; Berlin, 1865. november 14. – Kujan, 1931. szeptember 13.) porosz herceg, a Német Császári Hadsereg tisztje, szabadkőműves.

## Élete

### Származása és ifjúkora
Frigyes Lipót porosz herceg 1865. november 14-én jött világra a porosz fővárosban Frigyes Károly porosz herceg (1828–1885) és Mária Anna anhalti hercegnő (1837–1906) ötödik gyermekeként, egyben egyetlen fiaként. A családban rajta kívül még három született, akik közül az egyikük csecsemőként elhalálozott. Frigyes Lipót porosz herceg édesapja magas rangú tisztként szolgált a porosz hadseregben; a korszak valamennyi porosz háborújában harcolt. A herceg édesanyja művelt asszony volt, aki azonban szenvedett házasságában. Maga Frigyes Lipót herceg nem örökölte édesapja katonás természetét és rajongását a hadsereg iránt: „magas, karcsú, csöndes és meglehetősen félénk herceg, aki inkább az édesanyjára, a porosz udvar egykori szépségére hasonlít.”
A herceget a porosz szellemnek és hagyományoknak megfelelően katonai pályára szánták születésétől fogva. Neveltetése is ennek megfelelően zajlott: alig tízévesen kadét lett a seregben, és ugyanekkor a rangjára való tekintettel tiszteletbeli hadnagyi rangot kapott a potsdami 1. gyalogos testőrezredben – ez életkora miatt lényegében annyit tett, hogy részt vett az ezred felvonulásain és seregszemléin. 1885-ben főhadnaggyá, 1888-ban századossá, 1890-ben őrnaggyá és 1893-ban ezredessé léptették elő. Szintén 1893-ban vezérőrnagyi kinevezést kapott és a Gardes du Corps – a porosz uralkodó személyi testőrségének – parancsnoka lett. A herceg emellett tiszti rangot viselt az osztrák–magyar császári és királyi hadsereg huszárezredében is, amit utána kereszteltek el a Nr. 2 Friedrich Leopold, Prinz von Preußen névre. 1898-ban a porosz herceg altábornagyi rangra emelkedett, és e minőségében a potsdami lovasság vezetőjeként szolgált. 1902-ben lovassági tábornokká léptették elő. Az 1904–05-ös orosz–japán háború során a herceg az orosz cári hadsereg vezérkarának konzultánsaként működött. 1907-ben a német hadsereg főfelügyelőjévé, 1910. szeptember 10-én pedig általános vezérezredessé nevezték ki.

### Házassága és gyermekei
1889. június 24-én a német fővárosban található Charlottenburg-kastélyban Frigyes Lipót porosz herceg feleségül vette Lujza Zsófia schleswig–holstein–sonderburg–augustenburgi hercegnőt (1866–1952). A schleswig–holsteini uralkodócsalád augustenburgi ágából származó hercegnő és a porosz herceg egybekelésével megerősítették a békét a két uralkodócsalád között – egykor ugyanis Frigyes Lipót herceg édesapja foglalta el a schleswig–holsteini hercegségeket. Felesége révén Frigyes Lipót herceg sógorságba került a német császárral, minthogy feleségeik nővérek voltak. Ennek ellenére a porosz herceg és a német császár nem ápolt jó kapcsolatot; megújuló viták és veszekedések jellemezték viszonyukat.
Frigyes Lipót herceg és hitvese kapcsolatából négy gyermek született:
- Viktória Margit (1890–1923), házassága révén Reuss–Köstritz hercegnéje
- Frigyes Zsigmond (1891–1927), felesége Mária Lujza schaumburg–lippei hercegnő
- Frigyes Károly (1893–1917), bronzérmes olimpiai díjugrató, elesett az első világháborúban
- Frigyes Lipót (1895–1959), gyermektelenül hunyt el.

A herceg megérte három gyermeke halálát. Másodszülött fia, a sportoló Frigyes Károly herceg pilótaként szolgált az első világháborúban. Egy légi összecsapás során megsebesült és hadifogságba esett, majd hamarosan belehalt sérüléseibe. Frigyes Lipót herceg egyetlen leányának házassága válással végződött 1922-ben; egy évvel később a hercegnő influenza következtében hunyt el. A család második gyermeke, a kiváló lovas Frigyes Zsigmond 1927-ben leesett a lóról és az állat áttaposott rajta; a herceg belehalt sérüléseibe.

### Közéleti szereplése
Frigyes Lipót porosz herceg volt a porosz szabadkőművesek utolsó védnöke a porosz királyi családból. 1889-ben lépett be a Friedrich Wilhelm zur Morgenröte nevezetű Jánosrendi páholyba; 1894-től fogva mindhárom porosz nagypáholy protektora, a következő évtől pedig a német szabadkőműves-páholyok nagymestere. Éppen ez utóbbi tisztségénél fogva váltott ki nagy felháborodást a szabadkőművesekből a herceg azon tette, hogy az 1918-as novemberi németországi forradalom alatt kitűzte a vörös zászlót az otthonaként szolgáló glienickei vadászkastélyára. A királyi család trónfosztásával Frigyes Lipót herceg védnöksége is megszűnt a német szabadkőműves-páholyok fölött.
A szerencsejátékokat kedvelő, a kaszinókat gyakorta látogató Frigyes Lipót herceg gyorsan nyakára hágott apai örökségének; anyagi gondokkal küszködött. Ennek ellenére az első világháború alatt a Junkers cég megkeresésére a herceg hajlandó volt anyagilag támogatni a repülőgépeket gyártó céget. Frigyes Lipót Glienicke mellett Krajenka térségében birtokolt jelentős területeket és udvarházat. Ez utóbbi az első világháborút lezáró versailles-i békerendszer értelmében a lengyel korridor és Posen–Nyugat-Poroszország tartomány határára került, a birtok egy része beolvadt a tartományba. 1924. június 21-én a legfelső bíróság elismerte a porosz herceg tulajdonjogát birtokára, ezzel mintegy alapot szolgáltatva a német nemesség kárpótlási igényeinek. 1939-ben, már Frigyes Lipót herceg halála után a náci párt a glienickei birtok eladására kényszerítette a herceg özvegyét.
Frigyes Lipót porosz herceg 1931. szeptember 13-án halt meg krajenkai birtokának egyik vadászkastélyában, hatvanöt éves korában. Berlin egyik negyedében csatornát – Prinz-Friedrich-Leopold-Kanal – neveztek el róla.

## Fordítás
- Ez a szócikk részben vagy egészben  a   Friedrich Leopold von Preußen című német Wikipédia-szócikk ezen változatának fordításán alapul.  Az eredeti cikk szerkesztőit annak laptörténete sorolja fel. Ez a jelzés csupán a megfogalmazás eredetét és a szerzői jogokat jelzi, nem szolgál a cikkben szereplő információk forrásmegjelöléseként.
- Ez a szócikk részben vagy egészben  a   Prince Friedrich Leopold of Prussia című angol Wikipédia-szócikk ezen változatának fordításán alapul.  Az eredeti cikk szerkesztőit annak laptörténete sorolja fel. Ez a jelzés csupán a megfogalmazás eredetét és a szerzői jogokat jelzi, nem szolgál a cikkben szereplő információk forrásmegjelöléseként.